# Cardoso Thiago
Cardoso Thiago, (4 augustus 1991) is een Braziliaans voetballer die onder contract staat bij KVC Westerlo. 

## Clubstatistieken
| seizoen | club                   | land     | competitie            | duels | goals |
| ------- | ---------------------- | -------- | --------------------- | ----- | ----- |
| 2009/10 | Clube Atlético Mineiro | Brazilië | Campeonato Brasileiro | 2     | 0     |
| 2010/11 | Clube Atlético Mineiro | Brazilië | Campeonato Brasileiro | 0     | 0     |
| 2011/12 | KVC Westerlo           | België   | Jupiler Pro League    | 6     | 0     |
| 2012/13 | KVC Westerlo           | België   | Tweede klasse         | 1     | 0     |
| Totaal  | Totaal                 | Totaal   | Totaal                | 9     | 0     |

Bron: sport.be - sporza.be
1 Bolat ·
2 Ortakaya ·
3 Haidara ·
4 Fixelles ·
5 Bos ·
7 Sayyadmanesh ·
9 Frigan ·
10 Devine ·
11 Gümüşkaya ·
13 Sakamoto ·
15 Sydorchuk ·
17 Smekens ·
18 Yow ·
19 Slimani ·
20 Gillekens ·
22 Reynolds ·
23 Seigers ·
25 Rommens ·
30 Van Langendonck ·
32 Jordanov ·
33 Neustädter ·
34 Haspolat ·
36 Youlley ·
39 Van den Keybus ·
40 Bayram ·
44 Vušković ·
46 Piedfort ·
47 Mebude ·
49 Placias ·
60 De Boeck ·
77 Alcócer ·
99 Jungdal ·
Coach: Simons